# Allomyia
Allomyia là một chi Trichoptera trong họ Apataniidae.

## Các loài
Chi này gồm các loài:
- Allomyia acanthis
- Allomyia bifosa
- Allomyia cascadis
- Allomyia chama
- Allomyia cidoipes
- Allomyia coronae
- Allomyia delicatula
- Allomyia gnathos
- Allomyia hector
- Allomyia picoides
- Allomyia renoa
- Allomyia sajanensis
- Allomyia scotti
- Allomyia sichotalinensis
- Allomyia thomasi
- Allomyia tripunctata